# آرام‌اس ماگدالنا (۱۸۸۹)
آرام‌اس ماگدالنا (۱۸۸۹) (به انگلیسی: RMS Magdalena (1889)) یک کشتی بود که طول آن ۴۲۱ فوت (۱۲۸ متر) بود. این کشتی در سال ۱۸۸۹ ساخته شد.